# Love Song (萨拉·巴雷利斯歌曲)
Love Song是美国创作女歌手萨拉·巴雷利斯的一首歌曲，收录于其第二张录音室专辑《琴韵佳音》中。
Love Song在公告牌百强单曲榜中占据前十名长达41周，这首歌在英國單曲排行榜和澳大利亚单曲榜中也排名前十，最高到达第四位。